# Nicalis
Nicalis, Inc. es un desarrollador y editor estadounidense de videojuegos con sede en Santa Ana, California. La compañía se centra principalmente en videojuegos independientes y ha desarrollado y publicado tanto juegos originales como ports de juegos existentes a otras consolas. Nicalis fue fundada en 2007 por Tyrone Rodriguez, exeditor de IGN.

## Juegos
Desde su fundación, la compañía ha desarrollado y publicado varios juegos, comenzando con Dance Dance Revolution: Mobius en 2008 y Cave Story en 2010 respectivamente. En octubre de 2011, Nicalis anunció que publicaría una adaptación de VVVVVV para la Nintendo 3DS a través de Nintendo eShop. En diciembre de 2011, Nicalis ofreció tanto NightSky como Cave Story+ a la venta como parte de Humble Indie Bundle 4. En abril de 2012, Nicalis respondió que sus planes para publicar la adaptación WiiWare de La-Mulana en los Estados Unidos y en la Unión Europea (UE), que habían sido cancelados, citando en la base de usuarios de WiiWare. En enero de 2017, se anunció en silencio que Nicalis lanzará varios de sus juegos en la consola de videojuegos Nintendo Switch.

### Desarrollados
- 1001 Spikes (Steam PC / OS X / Linux, PS4, PS Vita, 3DS, Wii U, Switch)
- Big Brother (móvil)
- The Binding of Isaac: Rebirth (Mac OS X, PS4, Linux, PS Vita, Windows, Xbox One, New 3DS, Wii U, Switch) por Edmund McMillen
- Cave Story (3DS, DSiWare, WiiWare, Switch) por Daisuke Amaya
- Cave Story 3D (3DS) por Daisuke Amaya
- Cave Story Plus (Linux, Mac OS X, Windows) por Daisuke Amaya
- Castle in the Darkness (Mac OS X, Windows) por Matt Kap
- Dance Dance Revolution (móvil)
- Dance Dance Revolution: Mobius (Android)
- The Electric Company Wordball! (iOS)
- Grinsia (3DS, Windows)
- Guxt (3DS)
- Ikachan (3DS) por Daisuke Amaya
- Legend of Raven (PS4, PS Vita, Xbox One)
- MLB Power Pros Baseball (móvil)
- NightSky (3DS, iOS, Linux, Mac OS X, Windows) por Nifflas
- Rock Revolution (móvil)
- Swift Switch (iOS)

### Publicados
- 1001 Spikes (3DS, PS4, PS Vita, Wii U, Xbox One, Switch)
- The 90s Arcade Racer (Wii U, Windows)
- The Binding of Isaac: Rebirth (Mac OS X, PS4, Linux, PS Vita, Windows, New 3DS, Wii U, Xbox One, iOS, Switch)
- Castle In The Darkness (Windows)
- Cave Story (3DS, DSiWare, WiiWare)
- Cave Story+ (Linux, Mac OS X, Windows, Switch)
- Grinsia (3DS, Windows)
- Guxt (3DS)
- Ikachan (3DS)
- Legend of Raven (PS4, PS Vita, Xbox One)
- NightSky (3DS, iOS, Linux, Mac OS X, Windows)
- Swift Switch (iOS)
- Toribash (Linux, Mac OS X, WiiWare, Windows)
- VVVVVV (3DS)
- Blade Strangers (PS4, Switch, Windows)
- Crystal crisis (PS4, Switch, Windows, Xbox One  )

## Premios
Cave Story fue nominado para el Juego del Año en 2010 Nintendo Power Awards, así como WiiWare Juego del Año La versión 3DS de Cave Story fue nominada para el Mejor Juego de Aventura en el 2011 Nintendo Power Awards. En 2011, Independent Games Festival, Cave Story fue finalista en la categoría de "Excelencia en Arte Visual" y tanto Cave Story como NightSky recibieron menciones honoríficas en la categoría de "Excelencia en Audio".